# Горина, Екатерина Борисовна
Екатери́на Бори́совна Го́рина (род. 24 июня 1992, Санкт-Петербург) — российская актриса, колумнистка и писатель.

## Биография
Родилась 24 июня 1992 года в Санкт-Петербурге.
Получила известность после выхода в 2001 году фильма Сергея Бодрова «Сёстры». Проживая недалеко от «Ленфильма», видела длинные очереди девочек на кастинг на фильм, но сама туда идти не собиралась и попала лишь благодаря настояниям бабушки. На пробах произвела впечатление на Сергея Бодрова, но, поскольку представилась вымышленным именем и дала неверный номер телефона, то найти её оказалось сложной задачей.
После «Сестёр» сыграла несколько ролей в телесериалах.
Окончила школу с углублённым изучением немецкого языка, год провела по обмену в Германии. В сентябре 2011 года поступила в Петербургский институт иудаики на филологический факультет, который успешно окончила в 2017 году. Хобби — джаз-модерн, литература, кинематограф, изучение языков. Знает иврит, английский, французский и немецкие языки. 
В 2018 году снялась в клипе Монеточки — «90». С 2020 года участвует в съёмках телесериала «Последний министр».
Летом 2019 года выпустила дебютную книгу «Воздухоплавательный парк», роман «о конкуренции, любви, журналистике и кино на фоне цветущих московских нулевых». В декабре 2019 основала с друзьями интернет-журнал «The Swings», где пишет статьи о современной моде и музыке.
Кроме того, занимается литературным консалтингом и преподаванием литературы.

## Фильмография
| Год  |   | Название                                           | Роль                                  |
| ---- | - | -------------------------------------------------- | ------------------------------------- |
| 2001 | ф | Сёстры                                             | Дина Муртазаева, младшая сестра Светы |
| 2003 | с | Бандитский Петербург. Фильм 6. Журналист           | девочка в поезде                      |
| 2008 | ф | Эхо из прошлого                                    | Аня, дочь Вики                        |
| 2008 | с | Закон и порядок: Отдел оперативных расследований 3 | Имя персонажа не указано              |
| 2013 | ф | Тяжёлый случай                                     | Оксана                                |
| 2020 | ф | Последний министр                                  | Оксана Герасименко, журналистка       |

### Съёмки в клипах
- 2018 — «90» (Монеточка)

## Призы и награды
- Июнь 2001 года: XII Открытый Российский фестиваль «Кинотавр». Участие в программе «Дебют». Приз и Диплом жюри «За лучший актёрский дуэт» совместно с Оксаной Акиньшиной за главную роль в фильме «Сёстры».

Лауреат 12-го ежегодного открытого российского кинофестиваля им. Веры Холодной "Женщины кино" (2002 г.) Приз в номинации "Самая юная".